# 卡罗尔·什米德克
卡罗尔·什米德克（捷克語：Karol Šmidke，1897年1月21日—1952年12月15日），斯洛伐克政治人物，捷克斯洛伐克共產黨黨員。

## 生平
1929年至1930年在莫斯科国际列宁学校学习。1943年9月，他与拉·诺沃麦斯基等人成立第五届斯洛伐克共产党地下中央领导，成功地推动了民族统一，为共和国的重建奠定了基础。1945年至1946年担任捷克斯洛伐克第三共和国监事会主席（总理）。
1950年因为资产阶级民族主义的思想被排除出党。1952年去世。1963年获得平反。1967年1月20日被追授为捷克斯洛伐克社会主义共和国英雄。1968年8月27日追授列宁勋章。